# Haematortyx sanguiniceps
Perdiz-de-cabeça-vermelha ou perdiz-de-cabeça-carmim (Haematortyx sanguiniceps) é uma espécie de ave da família Phasianidae. É o único membro do género Haematortyx.
Habita zonas de floresta tropical e sub-tropical da Indonésia e Malásia.